# Nathan Zézé
Nathan Zézé (Nantes, 18 juni 2005) is een Frans-Ivoriaans voetballer die doorgaans speelt als centrale verdediger. In juli 2025 verruilde hij FC Nantes voor Neom.

## Clubcarrière
Zézé speelde in de jeugd van US Loire et Divatt en werd in 2013 opgenomen in de opleiding van FC Nantes. Deze doorliep hij en na een paar wedstrijden in het belofteteam mocht hij zich op 7 januari 2023 opmaken voor zijn debuut in het eerste elftal. In de Coupe de France werd op die dag met 0–2 gewonnen van AF Virois door doelpunten van Mostafa Mohamed en Evann Guessand. Zézé moest van coach Antoine Kombouaré als wisselspeler aan het duel beginnen en hij viel voor rust in voor de geblesseerd geraakte Nicolas Pallois. Vanaf het seizoen 2023/24 ging hij meer minuten maken in de Ligue 1. Het contract van Zézé werd in maart 2024 opengebroken en verlengd tot medio 2028.
In juli 2025 verkaste Zézé voor een bedrag van circa twintig miljoen euro naar Neom, waar hij zijn handtekening zette onder een verbintenis voor de duur van vijf seizoenen.

## Clubstatistieken
| Seizoen | Club      | Competitie | Competitie | Competitie | Beker | Beker | Internationaal | Internationaal | Totaal | Totaal |
| Seizoen | Club      | Competitie | Wed.       | Dlp.       | Wed.  | Dlp.  | Wed.           | Dlp.           | Wed.   | Dlp.   |
| ------- | --------- | ---------- | ---------- | ---------- | ----- | ----- | -------------- | -------------- | ------ | ------ |
| 2022/23 | FC Nantes | Ligue 1    | 1          | 0          | 1     | 0     | —              | —              | 2      | 0      |
| 2023/24 | FC Nantes | Ligue 1    | 13         | 0          | 1     | 0     | —              | —              | 14     | 0      |
| 2024/25 | FC Nantes | Ligue 1    | 18         | 0          | 1     | 1     | —              | —              | 19     | 1      |
| 2025/26 | Neom      | Pro League | 0          | 0          | 0     | 0     | —              | —              | 0      | 0      |
| Totaal  | Totaal    | Totaal     | 32         | 0          | 3     | 1     | 0              | 0              | 35     | 1      |

Bijgewerkt op 20 augustus 2025.